# European Son
"European Son" é uma canção da banda norte-americana de rock The Velvet Underground. Aparece como a faixa final de seu álbum de estreia de 1967, The Velvet Underground & Nico. É também a faixa mais longa do álbum, com mais de sete minutos e meio. A música pode ser vista como uma precursora do próximo álbum da banda, White Light/White Heat, e da música "Sister Ray", uma improvisação de dezessete minutos.

## História

### Composição
"European Son" é uma dedicação da banda para Delmore Schwartz, um poeta que foi professor e referência literária para Lou Reed na época em que ele estudava na Universidade de Syracuse. A canção foi escolhida por ter a letra mais curta (enquanto as composições de rock and roll eram algo que Schwartz abominava). A primeira prensagem do álbum nomeava a música como: "European Son (to Delmore Schwartz)".

### Gravação
A canção foi gravada em abril de 1966 nos estúdios Scepter em Manhattan. Schwartz morreria no mesmo condado três meses depois, em 14 de julho. De acordo com o musicólogo Richard Witts, a canção "parece mais como uma canção de ódio" para Schwartz, que se recusou a ver Reed enquanto estava vivo, enquanto passava seus últimos dias em reclusão. Witts destacou o verso "You made your wallpapers green" ("Você fez seus papéis de parede verdes") e o verso com inspiração em Dylan, "Hey hey, bye bye bye" ("Ei ei, tchau tchau tchau") para dar "um adeus arrogante ao assunto".

## Performance
A música começa com duas estrofes cantadas por Lou Reed sobre um acorde de ré maior (D) e uma linha de baixo, então, após o primeiro minuto ou mais, um estrondo alto é ouvido (causado por John Cale batendo em uma pilha de pratos com uma cadeira de metal). Segue-se uma improvisação instrumental de seis minutos, fazendo uso de distorção e feedback.

## Ficha técnica
The Velvet Underground
- Lou Reed – vocais, guitarra
- John Cale – baixo
- Sterling Morrison – guitarra
- Maureen Tucker – percussão

Produção
- Andy Warhol – produtor